# AS Livorno Calcio 2016/2017
AS Livorno Calcio spelade 2016/2017 i italienska Serie C.

## Organisation

### Ledning
- Ordförande: Aldo Spinelli
- Viceordförande: Silvano Siri
- Sportchef: Franco Ceravolo
- Club Manager: Igor Protti
- Tränare: Claudio Foscarini

## Spelartrupp
| Nr | Land    | Pos | Namn                 |
| -- | ------- | --- | -------------------- |
| 2  | Italien | F   | Dario Toninelli      |
| 3  | Italien | F   | Roberto Pirello      |
| 5  | Italien | F   | Martino Borghese     |
| 6  | Italien | F   | Andrea Gasbarro      |
| 8  | Italien | MF  | Andrea Luci (kapten) |
| 9  | Italien | A   | Marco Cellini        |
| 10 | Italien | A   | Daniele Vantaggiato  |
| 11 | Italien | F   | Alessandro Lambrughi |
| 12 | Italien | MV  | Wladimiro Falcone    |

| Nr | Land      | Pos | Namn                |
| -- | --------- | --- | ------------------- |
| 16 | Italien   | F   | Fabrizio Grillo     |
| 17 | Italien   | MF  | Housem Ferchichi    |
| 19 | Italien   | F   | Gabriele Morelli    |
| 20 | Italien   | A   | Simone Dell'Agnello |
| 21 | Italien   | F   | Lorenzo Gonelli     |
| 22 | Italien   | MV  | Alessandro Vono     |
| 23 | Italien   | MF  | Dario Venitucci     |
| 27 | Slovenien | MF  | Enej Jelenič        |
| 28 | Italien   | A   | Andrea Favilli      |
| 29 | Brasilien | A   | Murilo Mendes       |

° Spelaren lämnade klubben i januari.

* Spelaren anslöt till klubben i januari.

## Övergångar

### Sommaren 2016
| Köpta   | Köpta | Köpta             | Köpta          | Köpta       |
| Datum   | Pos   | Spelare           | Från           | Anmärkning  |
| ------- | ----- | ----------------- | -------------- | ----------- |
| 29 juni | F     | Roberto Pirrello  | Palermo        | lån         |
| 29 juni | MF    | Housem Ferchichi  | Palermo        | lån         |
| 5 juli  | F     | Fabrizio Grillo   | Pavia          | [ 2 ]       |
| 6 juni  | MV    | Alessandro Vono   | Akragas        | [ 3 ]       |
| 6 juni  | MF    | Dario Venitucci   | Santarcangelo  | [ 3 ]       |
| 8 juli  | MV    | Wladimiro Falcone | Sampdoria      | lån         |
| 8 juli  | F     | Dario Toninelli   | Bassano Virtus | [ 4 ] [ 5 ] |
| 8 juli  | A     | Marco Cellino     | Spal           | [ 4 ] [ 5 ] |
| 8 juli  | A     | Lorenzo Di Curzio | Avezzano       | [ 4 ] [ 5 ] |
| 14 juli | MF    | Alessandro Marchi | Pavia          | [ 6 ]       |
|         | A     | Murilo Mendes     | Olhanense      |             |

| Sålda  | Sålda | Sålda               | Sålda          | Sålda      |
| Datum  | Pos   | Spelare             | Från           | Anmärkning |
| ------ | ----- | ------------------- | -------------- | ---------- |
| 6 juli | F     | Federico Ceccherini | Crotone        | [ 7 ]      |
| 6 juli | MV    | Guido Pulidori      | Ligorna        | Lån        |
| 16 aug | MF    | Marco Moscati       | Virtus Entella | Lån        |